# رائول کوباس گراو
رائول کوباس گراو (انگلیسی: Raúl Cubas Grau؛ زادهٔ ۲۳ اوت ۱۹۴۳) سیاستمدار، و مهندس اهل پاراگوئه است. وی از ۱۵ اوت ۱۹۹۸ تا ۲۹ مارس ۱۹۹۹ رئیس‌جمهور پاراگوئه بود.